# تاکا کاتو
تاکا کاتو (انگلیسی: Taka Kato؛ زاده ۱ مهٔ ۱۹۶۲) یک بازیگر پورنوگرافی اهل ژاپن است.
از فیلم‌ها یا برنامه‌های تلویزیونی که وی در آن نقش داشته است می‌توان به The 33D Invader اشاره کرد.